# Budi Utomo
Il Budi Utomo (in olandese Boedi Oetomo) ovvero Filosofia Prima è stata la prima organizzazione politica autoctona indonesiana sorta nel periodo di dominazione coloniale delle Indie orientali olandesi. La data della fondazione del movimento, il 20 maggio viene celebrata dal 1948 nella festa nazionale del Kebangkitan Nasional Indonesia (Risveglio Nazionale Indonesiano).

## Origini del movimento
A partire dai primi decenni del XIX secolo era sorta in Indonesia una nuova classe sociale, quella dei nuovi Priyayi o bassa Priyayi, ovvero quella nobiltà di toga sorta all'interno dell'amministrazione coloniale olandese che aveva trovato nell'educazione e nella formazione professionale un modo per emergere socialmente. Questa classe sociale era composta principalmente da Abangan (letteralmente i rossi e i marroni, un termine in giavanese per indicare quei fedeli musulmani la cui adesione all'Islam era piuttosto formale e che quindi non si esprimeva esteriormente nella ritualità quotidiana; essi rappresentavano una porzione molto significativa della popolazione giavanese ed erano culturalmente molto legati alla tradizione pre-islamica e molto più vicini ai valori occidentali.
L'idea di emancipare questa classe sociale per mezzo dell'educazione fu ripresa e sviluppata da un medico governativo di Yogyakarta ritiratosi nel 1899, il dottor Wahidin Soedirohoesodo. Nel 1901 egli divenne redattore della rivista Retnadhoemilah (gioiello luminoso) stampato in lingua giavanese e malese per dei lettori appartenenti al ceto dei Priyayi di cui discuteva problematiche e condizioni. Le idee di Soedirohoesodo erano molto chiare, egli era un fautore del sistema educativo occidentale, e attribuiva la decadenza della cultura giavanese, profondamente radicata nel binomio buddhismo-induismo all'avvento della religione islamica nell'arcipelago indonesiano. L'unica via per riportare in auge la cultura e la società indonesiane era formare una nuova élite sociale per mezzo del sistema educativo coloniale olandese.
Nel 1907 Soedirohoesodo visitò l'istituto della STOVIA (School tot Opleiding van Inlandsche Artsen o Scuola per la formazione dei medici indigeni), una delle istituzioni più importanti nella formazione professionale ed educativa della bassa Priyayi di Giava, dove incontrò un vasto ed entusiastico consenso dai giovani studenti dell'istituto.

## Nascita e storia
Il 20 maggio 1908 si tenne il primo convegno del movimento, nato quindi come movimento studentesco, a cui venne dato il nome di Budi Utomo, che formalmente significa la migliore condotta ma che nel raffinato linguaggio giavanese può anche indicare un carattere, un intelletto o una cultura superiori. Al convegno erano presenti i rappresentanti di tutti gli istituti educativi, compresi le scuole di veterinaria e gli istituti agrari. Successivamente in queste scuole nacquero le sedi distaccate del movimento e, a partire dal luglio 1908, esso contava già 650 iscritti, tra i quali si annoverarono i primi appartenenti alla società civile, trasformando lentamente l'associazione in un movimento in rappresentanza di tutta la bassa Priyayi giavanese.
Le autorità coloniali olandesi si dimostrarono tolleranti rispetto alla nascita e allo sviluppo di queste prime manifestazioni di nazionalismo indonesiano. In particolare nei confronti del Budi Utomo l'allerta era molto bassa in quanto si manifestò sin dall'inizio come la rappresentanza di un gruppo elitario composto da impiegati e professionisti appartenenti alla regione di Giava e di Madura e non un movimento di massa e diffuso in tutto il territorio indonesiano. Questo profondo senso di appartenenza territoriale fu uno dei limiti di questo movimento, nella città di Bandung si formarono addirittura due diverse sezioni del movimento, una in rappresentanza dei giavanesi, l'altra dei sundanesi.
Per questo motivo il Governatore-Generale delle Indie Orientali Olandesi, Joannes Benedictus van Heutsz accolse con favore la creazione di questa formazione in quanto movimento moderatamente progressista composto principalmente da funzionari e professionisti illuminati autoctoni. Nel dicembre del 1909 esso venne ufficialmente riconosciuto dalle autorità coloniali olandesi.
 
A causa di questo esclusivismo culturale e dell'elitismo sociale, nonostante una delle loro principali fosse la diffusione dell'educazione popolare, il Budi Utomo non riuscì mai ad ottenere un supporto di base popolare tra le classi meno abbienti, e riuscì a raggiungere il massimo di adesioni nel 1910 con circa 10.000 iscritti e 40 sedi. Uno dei leader del movimento, il dottor Tjipto Mangoenkoesoemo, cercò di colmare questo vuoto e di far penetrare il movimento all'interno delle industrie e dell'artigianato, ma con scarsi risultati. Per questo motivo si distaccò presto dal movimento per fondare con altri un'associazione politica più radicale, capace di aggregare le classi lavoratrici indonesiane, l'Indische Partij.
Il movimento tenne il suo primo congresso nell'ottobre del 1908 a Yogyakarta, nel quale la figura del fondatore, il dottor Soedirohoesodo, si trasformò in un mero portavoce, mentre altre figure chiave emersero dalle file del movimento. Tra loro si annoverano l'intellettuale radicale Tjipto Mangunkusumo, il quale si adoperò affinché il movimento diventasse una rappresentanza anche delle classi lavoratrici e non dell'élite di intellettuali Priyayi, e che si diffondesse ben oltre il territorio giavanese. Un'altra voce fu quella del dr. Radjiman Wediodiningrat, un eminente teosofo che influenzò enormemente il Budi Utomo. Tuttavia nessuna di queste due figure riuscì a far emergere oltre il proprio regionalismo questa realtà tra il politico e il sociale che ebbe vita breve.
L'obiettivo principale di questo movimento non era politico, ma era la promozione dell'educazione e della formazione in favore dell'ascesa dell'élite dei funzionari e degli intellettuali giavanesi; tuttavia esso venne gradualmente coinvolto nella sfera politica entrando nel Volksraad, il Parlamento dell'autorità coloniale olandese, con dei propri rappresentanti. Ciò non impedì che esso si dissolvesse molto rapidamente, anche a fronte del fatto che l'appoggio ed il riconoscimento legale del governo coloniale olandese gettarono forti sospetti sulla realtà politica di questo movimento. Esso si sciolse ufficialmente nel 1935, per lasciare il posto a realtà molto più attive sull'intero territorio e più diffuse all'interno dei vari ceti sociali indonesiani.